# Cerckë
Cerckë – wieś położona w południowo-wschodniej części Albanii w gminie Qendër Leskovik. Wieś znajduje się 149 kilometrów od stolicy państwa, Tirany.